# Lagenorhynchus
A Lagenorhynchus az emlősök (Mammalia) osztályának párosujjú patások (Artiodactyla) rendjébe, ezen belül a delfinfélék (Delphinidae) családjába tartozó nem.

## Rendszerezés
A nembe az alábbi 6 élő faj és 1 fosszilis faj tartozik:
- atlanti fehérsávos delfin (Lagenorhynchus acutus) (J. E. Gray, 1828)
- fehércsőrű delfin (Lagenorhynchus albirostris) (J. E. Gray, 1846) - típusfaj
- Peale-delfin (Lagenorhynchus australis) (Peale, 1848)
- szalagos delfin (Lagenorhynchus cruciger) (Quoy & Gaimard, 1824)
- †Lagenorhynchus harmatuki
- csendes-óceáni fehérsávos delfin (Lagenorhynchus obliquidens) (Gill, 1865)
- sötét delfin (Lagenorhynchus obscurus) (J. E. Gray, 1828)

A fehérajkú kardszárnyúdelfint (Peponocephala electra) korábban ebbe a nembe helyezték, de későbbi kutatások után a fajt egy külön nembe helyezték át, a Peponocephala nembe, amelynek az egyetlen képviselője.

## Neve
A „Lagenorhynchus” szó a görög „lagenos” jelentése „palack” és „rhynchus” jelentése „csőr” szavakból tevődik össze, úgyhogy a „Lagenorhynchus” „palackcsőrű”-t vagy „palackorrú”-t jelent, ami egyúttal a fő jellemzőjük is. De a „palackorrú” megnevezést a Tursiops-fajok foglalták le hamarább.

## Rendszertani besorolásuk
A mitokondriális citokróm-b gén újabb keletű vizsgálatával kimutatták, hogy a hagyományos leírás szerinti Lagenorhynchus nevű cetnem nem tekinthető monofiletikus csoportnak. LeDuc et al. (1999) észrevette, hogy a fehércsőrű delfin (Lagenorhynchus albirostris) és az atlanti fehérsávos delfin (Lagenorhynchus acutus) a delfinfélék családján belül törzsfejlődésileg elkülönülnek a többi Lagenorhynchus-fajtól. A megmaradt 4 faj a Lissodelphis- és a Cephalorhynchus-fajokkal együtt nagyjából csendes-óceáni kládot alkotnak. Ezek a felfedezések rendszertani szempontból gondot okoznak, mivel a Lagenorhynchus cetnem típusfaja a fehércsőrű delfin. Ha a többi delfin a nemből nem közeli rokona a típusfajnak, akkor át kéne helyezni őket más nemekbe. LeDuc et al. szerint az atlanti fehérsávos delfinnek egy külön nemet kéne alkotni, Leucopleurus névvel, míg a csendes-óceáni fehérsávos delfint (Lagenorhynchus obliquidens), a Peale-delfint (Lagenorhynchus australis), a szalagos delfint (Lagenorhynchus cruciger) és a sötét delfint (Lagenorhynchus obscurus) az új Sagmatias nevű nembe kéne áthelyezni.
May-Collado és Agnarsson (2006) szerint filogenetikus rendszertannak megfelelően a Peale-delfint és a szalagos delfint át kéne helyezni a Cephalorhynchus nembe. Ezt, legalábbis a Peale-delfin esetében alátámasztja a hangok kiadása és a testalkat. 1971-ben Schevill és Watkins „lehallgatták” a delfinek „beszédeit” és rájöttek, hogy a Peale-delfin és a Cephalorhynchus-fajok az egyetlen delfinek, amelyek nem fütyülnek. A szalagos delfint eddig senki sem „hallgatta le”. A Peale-delfinnek, mint a Cephalorhynchus-fajoknak a hónalja fehér.
May-Collado és Agnarsson kutatásaiból az következik, hogy a két megmaradt fajt, a sötét delfint és a csendes-óceáni fehérsávos delfint a Cephalorhynchus-fajokkal együtt át kellene helyezni egy közös kládba, de azon belül külön nembe; szóval lehetséges, hogy a közel jövőben egy új nemmel szaporodik a delfinfélék családja.

### Fordítás
- Ez a szócikk részben vagy egészben  a   Lagenorhynchus című angol Wikipédia-szócikk ezen változatának fordításán alapul.  Az eredeti cikk szerkesztőit annak laptörténete sorolja fel. Ez a jelzés csupán a megfogalmazás eredetét és a szerzői jogokat jelzi, nem szolgál a cikkben szereplő információk forrásmegjelöléseként.